# Chlidanthus
Chlidanthus é um género botânico pertencente à família Amaryllidaceae.

## Espécies
As espécies deste género  seus sinónimos são listados a seguir:
- Chlidanthus boliviensis Traub & Nelson
- Chlidanthus cardenasii Traub
- Chlidanthus ehrenbergii (Klotzsch) Kunth
- Chlidanthus fragrans Herb.
- Chlidanthus marginatus (Fries R.E.) Ravenna
- Castellanoa marginata (Fries R.E.) Traub
- Chlidanthus yaviensis (Ravenna) Ravenna
- Castellanoa yaviensis Ravenna